# Жозеф Дюкрьо
Жозеф Дюкрьо (на френски: Joseph Ducreux) е френски художник, пейзажист и портретист.

## Биография
Роден е на 26 юни 1735 г. в Нанси в семейството на художник. През 1760 г. се установява в Париж, където става известен със своите портрети. Сред клиентите му е и крал Луи XVI, като за работата си Дюкрьо получава баронска титла. Той рисува и последния портрет на Луи XVI преди неговата екзекуция.
Жозеф Дюкрьо умира на 24 юли 1802 г. на път от Париж за Сен Дьони.

## Галерия
- Мария Антоанета (1769)
- Автопортрет (ок. 1791)
- Тайната (ок. 1790)
- Офорт (1791)
- Жорж Кадудал (1800)